# Raguli
Raguli (en rus: Рагули) és un poble del krai de Stàvropol, a Rússia, que el 2019 tenia 2.338 habitants. Pertany al districte rural de Dívnoie.